# باشگاه فوتبال شروزبری تاون
باشگاه فوتبال شروزبری تاون (به انگلیسی: Shrewsbury Town F.C.) یک باشگاه فوتبال در شهر شروزبری، کشور انگلستان است که در سال ۱۸۸۶ میلادی تأسیس شده‌است.